# Химара

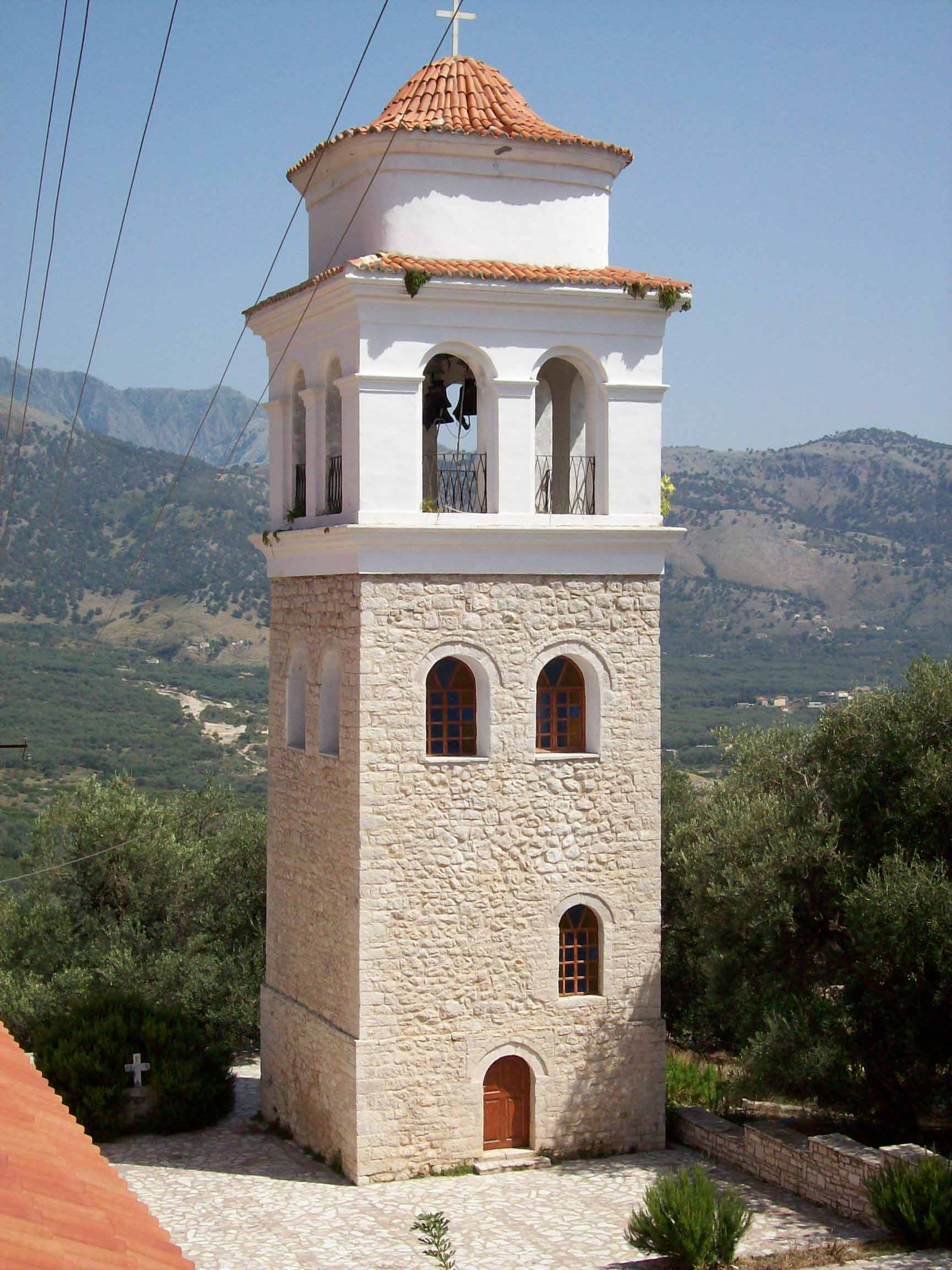
Католическая церковь в Химаре

Северный Эпир в античные времена

 Химара (алб. Himarë, греч. Χειμάρρα, Himarra) — город на юго-западе Албании, на побережье Ионического моря. Входит в округ Влёра и область Влёра.

## История
Город был построен греками во времена Византийской империи, на территории Северного Эпира. Об этом известно по многочисленным раскопкам, проводившимися в Химаре, и со слов византийского писателя Прокопия Кесарийского, где Прокопий называет город Cheimarros (греч. Χειμάρρα).
В дальнейшем находился в составе албанских княжеств Музаки и Арианити, а с распадом Византии и османским вторжением в Албанию перешёл к Османской империи. В XV веке химариоты, под греческим флагом, составляли отборную часть в войске Кастриотиса-Скендербега. В 1481 году греческий военачальник на неаполитанской службе Крокодилос Кладас при поддержке местных греческих повстанцев отбил город у турок. Город находился под контролем Неаполитанского королевства до 1492 года. Некоторое время город был местом сражений Османской империи с Венецианской республикой за право контроля над всем регионом.
К XVII веку в Химаре большинство составляли греки, однако уже к началу XVIII века греческое население значительно сократилось из-за правления албанского деспота Али-паши Тепеленского.
Вплоть до 1833 года Химара составляла отдельную греческую епископию, по сути представляя собой государство в государстве, автономию которого турецкое правительство было вынуждено признавать. Французский писатель Рене Пюа писал что «До сегодняшнего дня (1913) химариоты, отличные стрелки, имеют привилегию носить оружие». Епархия Химары включала Химару и ещё 6 греческих сёл: Кипаро, Вуно, Дромадес, Паласса, Пилиори и Куветси с 12 000 жителей, плативших Порте 16 тыс. франков в год. Порта даже не пыталась увеличить налог на этих «настоящих греков». Турецкие чиновники, представляющие номинально турецкую власть, располагались в двух зданиях при входе в Химару.
С началом Балканских войн 18 ноября 1912 года майор греческой жандармерии химариот Спирос Спиромилиос высадился в Химаре и освободил свою родину и окрестные сёла. 14 декабря 1913 года протоколом, подписанным во Флоренции, шесть европейских держав решили включить в создаваемое албанское государство весь Северный Эпир, включая Химару. 14 февраля 1914 года протокол был доведён до сведения греческого правительства.
Греческое правительство под давлением западных правительств и получив заверение, что будет признан греческий контроль над Эгейским морем, дало приказ армии оставить Северный Эпир.
Спиромилиос отказался уходить из Химары, желая добиться воссоединения с Грецией. Рене Пюа писал: «Невозможно, чтобы Химара не стала греческой, поскольку она уже греческая, и химариоты — это образец греческого патриотизма».
Химариоты первыми из албанских греков начали борьбу, провозгласив в 1914 году автономное государство Химары. Позже Химары стали частью «Автономной Республики Северного Эпира», провозглашённой 28 февраля в городе Гирокастра.
Спиромилиос, ушедший из греческой армии, держал оборонную линию Химара—Тепелени на протяжении всего периода автономистского движения.
Автономистское движение греческого населения не принесло желаемого результата — воссоединения с Грецией — по причине начала Первой мировой войны. Химара, как и весь Северный Эпир, вошла в состав независимой Албании. Однако следует отметить, что с начала Первой мировой войны и до 1922 года город находился под контролем греческой армии и армии автономного Северного Эпира, пока не был окончательно присуждён албанскому королевству.

## Современная Химара
Население 3868 человек, в основном греки. В значительной степени проживают также албанцы.
Химара — типичный курортный городок на юге Албании. Экономика города развивается в основном за счёт туризма. Город располагается на побережье Ионического моря. В Химаре располагаются две 4-звёздные гостиницы.
В городе находятся два университета.

## Известные уроженцы города
- Пиррос Димас (греч. Πύρρος Δήμας) — греческий тяжелоатлет, трёхкратный олимпийский чемпион 1992, 1996 и 2000 годов.
- Спиридон Спиромилиос (греч. Σπυρίδων Σπυρομήλιος) 1800—1880 — военный деятель Греческой революции 1821 года, офицер и политик Греческого королевства, ставший 5 раз военным министром и возглавивший офицерское училище королевства.
- Захос Милиос (греч. Ζαχος Μηλιος, 1805—1860) — греческий военачальник, участник освободительной войны Греции 1821—1829 годов.
- Танасис Пипас (греч. Θανασης Πιπας, погиб в 1821) — греческий военачальник, погиб вместе с 12 химариотами, обороняясь от турок до последнего в церкви Св. Николая в Бухаресте.
- Спиромилиос, Спирос (греч. Σπυρος Σπυρομηλιος,1864-1930) — греческий офицер, в 1912 году во главе отряда из 2000 химариотов и добровольцев с Крита, освободил город и удерживал его до 1914 года.
- Димитриос Дулис (греч. Δημητριος Δουλης,1865-1928) — греческий офицер, военный министр временного правительства Северного Эпира.
- Сотирис Нинис (греч. Σωτήρης Νίνης) — греческий футболист.
- Андрей Буга (1743/44 — 1829) — подполковник Российской императорской армии греческого происхождения, участник кампаний против Османов.